# В спальне
«В спальне» (англ. In the Bedroom) — криминальная драма 2001 года режиссёра Тодда Филда. В главных ролях: Том Уилкинсон, Сисси Спейсек, Ник Стал и Мариса Томей. Экранизация рассказа Андре Дюбю.

## Сюжет
Студент колледжа, приезжая на каникулы домой, заводит роман с женщиной намного старше себя. Роман заканчивается трагедией, и убитые горем родители пытаются найти себя в новом мире скорби.

## В ролях
| Актёр            | Роль                              |
| ---------------- | --------------------------------- |
| Том Уилкинсон    | Мэтт Фаулер                       |
| Сисси Спейсек    | Рут Фаулер                        |
| Ник Стал         | Фрэнк Фаулер сын Мэтта и Рут      |
| Мариса Томей     | Натали Страут возлюбленная Фрэнка |
| Уильям Мэйпотер  | Ричард Страут бывший муж Натали   |
| Уильям Уайз      | Уиллис Гриннел                    |
| Селия Уэстон     | Кети Гриннел                      |
| Карен Аллен      | Марла Киз адвокат                 |
| Фрэнк Т. Уэллс   | Генри                             |
| В. Клафэм Мюррей | Карл                              |

## Награды и номинации
- 2002 — 5 номинаций на премию «Оскар»: лучший фильм (Грэхэм Лидер, Росс Кац, Тодд Филд), лучшая мужская роль (Том Уилкинсон), лучшая женская роль (Сисси Спейсек), лучшая женская роль второго плана (Мариса Томей), лучший адаптированный сценарий (Роберт Фестингер, Тодд Филд)
- 2002 — премия «Золотой глобус» за лучшую женскую роль — драма (Сисси Спейсек), а также 2 номинации: лучший фильм — драма, лучшая женская роль второго плана (Мариса Томей)
- 2002 — 2 номинации на премию BAFTA: лучшая мужская роль (Том Уилкинсон), лучшая женская роль (Сисси Спейсек)
- 2002 — премия «Выбор критиков» за лучшую женскую роль (Сисси Спейсек), а также 2 номинации: лучший фильм, лучшая женская роль второго плана (Мариса Томей, 3-е место)
- 2002 — 3 премии «Независимый дух»: лучший дебютный фильм (Тодд Филд), лучшая мужская роль (Том Уилкинсон), лучшая женская роль (Сисси Спейсек), а также номинация за лучший сценарий (Роберт Фестингер, Тодд Филд)
- 2002 — 3 номинации на премию Гильдии киноактёров США: лучшая мужская роль (Том Уилкинсон), лучшая женская роль (Сисси Спейсек), лучший актёрский состав
- 2002 — 3 премии «Спутник»: лучший фильм — драма, лучшая женская роль — драма (Сисси Спейсек), лучший адаптированный сценарий (Роберт Фестингер, Тодд Филд), а также номинация за лучшую женскую роль второго плана — драма (Мариса Томей)
- 2001 — 2 премии Национального совета кинокритиков США: лучший режиссёр (Тодд Филд), лучший сценарий (Роберт Фестингер, Тодд Филд), а также попадание в десятку лучших фильмов года